# Ласковое (Запорожская область)
Ла́сковое либо Ла́гидное (укр. Лагідне, до 2016 г. — Ки́рово) — село,
Кировский сельский совет,
Токмакский район,
Запорожская область,
Украина.
Код КОАТУУ — 2325281601. Население по переписи 2001 года составляло 883 человека.
Село являлось до 2020 года административным центром Кировского сельского совета, в который, кроме того, входили сёла:
Грушевка,
Могу́тнее (Могу́чее),
Роско́шное,
Уда́рник,
посёлок Зоряное (Звёздное).

## Географическое положение
Село находится на левом берегу реки Юшанлы,
выше по течению примыкает село Могу́тнее,
ниже по течению на расстоянии в 2,5 км расположено село Я́сное.
Река в этом месте извилистая, образует лиманы и старицы.

## История
- Село основано в первой половине XIX века немцами-колонистами как экономия Реймера[11].
- В 1935 году переименовано в посёлок Могу́чий (укр. Могу́тний).
- В 1958 году село переименовано в Ки́рово в честь убитого ленинградского советского лидера С. М. Кирова.
- В 2016 году постановлением № 1353-VIII[12] название села было «декоммунизировано»[13][14] ВРУ и переименовано в село Ласковое[2][3][4][5][6][14][15][16] (укр. Лагидное).[17].

## Экономика
- ОАО «Госплемзавод имени Кирова».
- «Украгротехнология» - открытое акционерное общество (ОАО).

## Объекты социальной сферы
- Средняя школа.
- Детский сад.
- Дом культуры.
- Фельдшерско-акушерский пункт (ФАП).
- Спортивный стадион.

## Достопримечательности
- Памятник природы «Вековой дуб» — 130-летнее дерево высотой 29 м[18].